# 9am.ro
9am.ro este o publicație de știri online în limba română, deținută de InternetCorp, care mai deține și publicația financiară online wall-street.ro.